# 岩手縣公安委員會
岩手縣公安委員會（日语：／ Iwateken kō'an-i'inkai */?）是由岩手縣知事所轄，負責管理岩手縣警察的行政委員會，由3名委員組成。

## 委員
- 委員長
  - 石川哲
- 委員
  - 雫石禮子
  - 高橋真裕

## 下部組織
- 岩手縣警察

## 外部連結
- 岩手県公安委員会 （页面存档备份，存于）